# Tongiaki

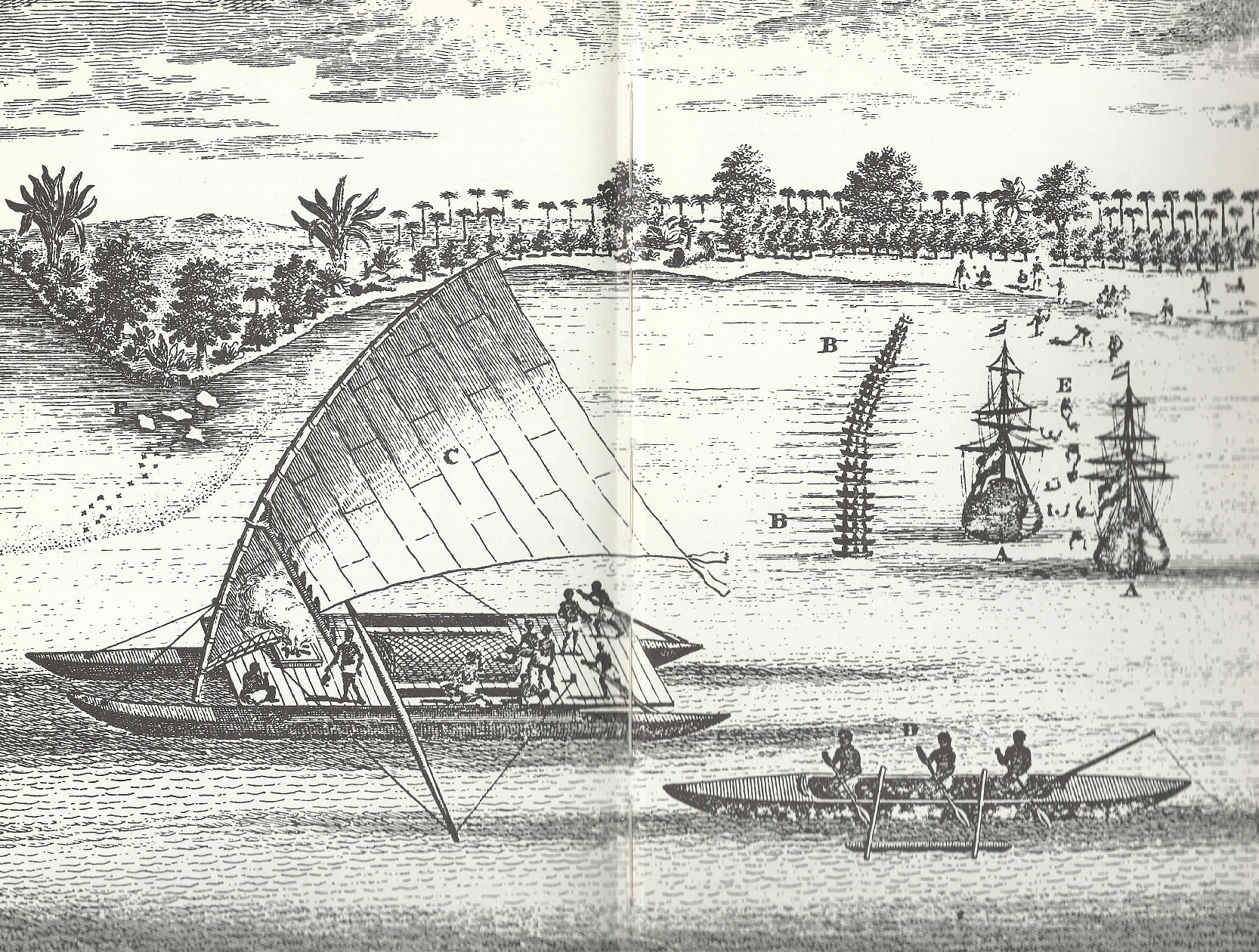
Tongiaki des Tonga (gravure de 1770)

Un tongiaki est une embarcation des Tonga. C'est une grande pirogue à voile austronésienne à double coque semblable à un catamaran.

## Historique
La première description occidentale d'un tongiaki est faite par le néerlandais Willem Schouten, au large de Tafahi, en 1616 puis par Abel Tasman près de Tonga en 1643. 

## Description
Cette grande pirogue des Tonga présente un mât à voile austronésienne. La plate-forme présente entre les deux coques de ce canoë permettait de transporter jusqu'à 150 personnes, selon James Cook.